# Cleome paxii
Cleome paxii är en paradisblomsterväxtart som först beskrevs av Schinz, och fick sitt nu gällande namn av Ernest Friedrich Gilg och Ben.. Cleome paxii ingår i släktet paradisblomstersläktet, och familjen paradisblomsterväxter. Inga underarter finns listade i Catalogue of Life.